# Anablepsoides hartii
Anablepsoides hartii és un peix de la família dels rivúlids i de l'ordre dels ciprinodontiformes.

## Morfologia
Els mascles poden arribar als 10 cm de longitud total.

## Distribució geogràfica
Es troba a Sud-amèrica: Veneçuela, illa de Trinitat i est de Colòmbia.